# ジャスティファイ・マイ・ラヴ
「ジャスティファイ・マイ・ラヴ」（Justify My Love）は、1990年に発売されたマドンナのシングルである。シングルは初のベスト・アルバム『ウルトラ・マドンナ〜グレイテスト・ヒッツ』に新曲の一つとして収録されており、同年にサイアー・レコードからリード・シングルとしてリリースされた。
この曲はレニー・クラヴィッツとイングリッド・シャヴェイズによって書かれ、マドンナが補作詞を手がけた。シャヴェイズは当初曲のクレジットに名前が載せられていなかったため、クラヴィッツに対する訴訟が発生した。シャヴェイズとは法廷外で和解し、その条件にはシャヴェイズを作詞作曲のクレジットに追加する事が含まれていた。マドンナのボーカルは主に歌を歌うという感じではなく、話し声と囁き声で構成されている。これは彼女が次のスタジオ・アルバム『エロティカ』(1992）で採用したスタイルでもある。
音楽的にはミッドテンポなトリップホップの曲であり曲の歌詞は主にセックスとロマンスについて歌っている。「ジャスティファイ・マイ・ラヴ」は、古い批評家からさまざまなレビューを受けたが、マドンナのこれまでで最高の曲の1つとして多くの批評家からは注目を浴び評価された。この曲はマドンナにとって9曲目のナンバーワン・シングルとなり、Billboard Hot 100で2位になり、オーストラリア、カナダ、フィンランド、ニュージーランド、イタリア、スイスなどのいくつかの国ではトップ10に入った。
ミュージック・ビデオは、ホテルの廊下を歩いているマドンナを仕事に疲れストレスを溜めてる女性として描写し、その女性が謎の男や女とのセックスに誘惑される様を描いている。その露骨で性的なイメージのためにビデオは世界中で論争を引き起こし、その後MTVや他のTVネットワークから放送禁止の措置を受けた。サドマゾヒズム、盗撮、バイセクシュアリティのシーンを含むこのビデオは、1990年12月3日、ABCの深夜のニュース番組『ナイトライン』で米国における初のテレビデビューを果たした。この曲は彼女のコンサートツアーのセットリストに4回に渡って選ばれ、一番最新の披露は2023年のThe Celebration Tourである。2003年、雑誌のQは「史上最高の1001曲」のリストの中で「ジャスティファイ・マイ・ラヴ」を842位に選んだ。

## 背景

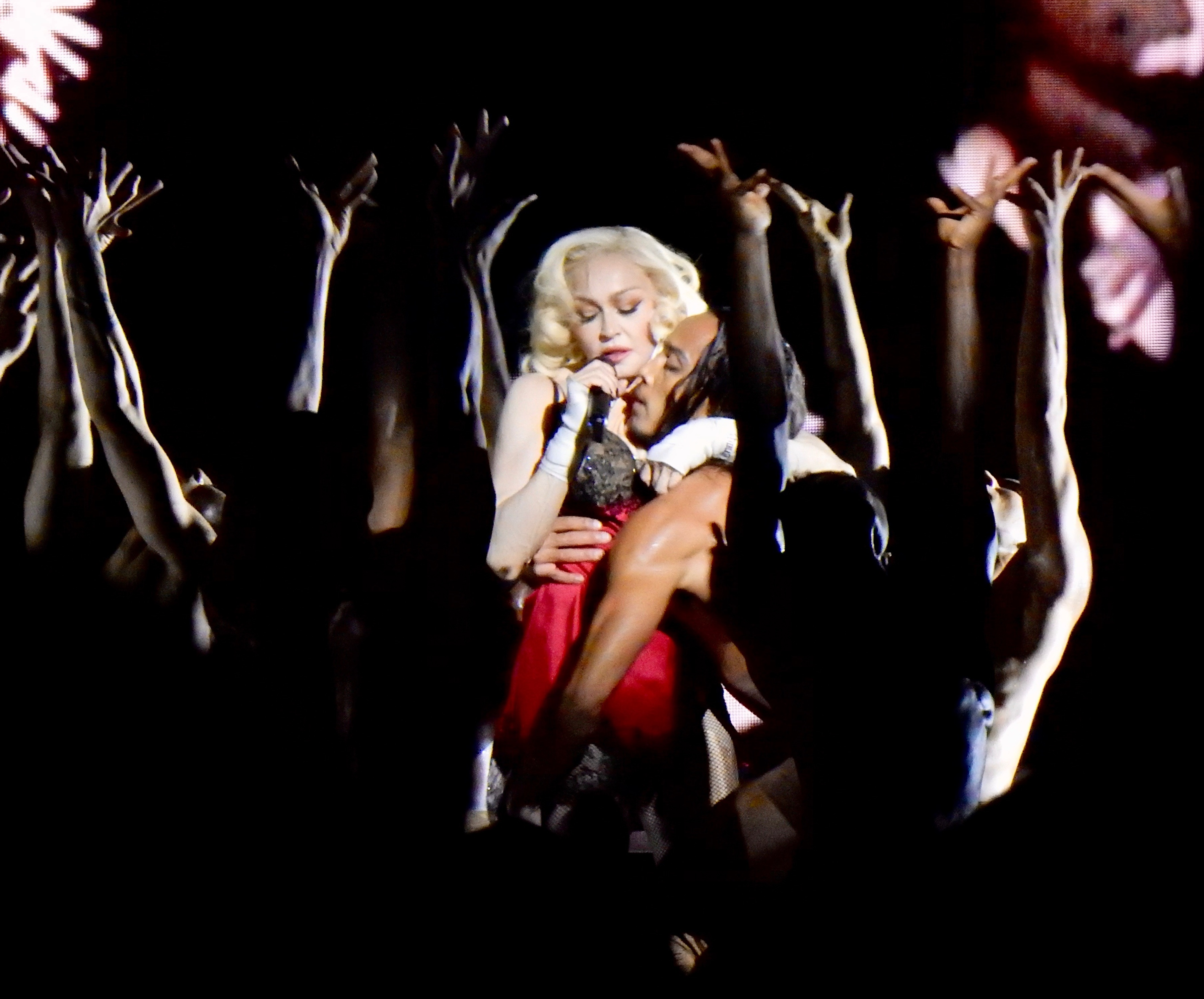
「The Celebration Tour」でこの曲を歌うマドンナ（2023年）

「ジャスティファイ・マイ・ラヴ」は元々プリンスの弟子であり友人であるイングリッド・シャヴェイズとレニー・クラヴィッツによって書かれ録音された。彼とプロデューサーのアンドレ・ベッツが作曲し、シャヴェイズはクラヴィッツのために書いたポエムに基づいて歌詞を書いた。クラヴィッツはタイトルフックとコーラスをデモに追加し、マドンナはその中の1行を修正した。シャヴェイズはこの曲のクレジットに当初載っておらず、1992年にクラヴィッツを訴えた。彼女は法廷外での和解により、作品の共同執筆者として載せられた。訴訟が和解した際にシャヴェイズの弁護士スティーブンE.カーツはマドンナによる補作詞は訴訟の中で特に疑問視されていなかったことを明らかにしている。曲は『ウルトラ・マドンナ』発売の3日前である1990年11月6日にリリースされた。
クラヴィッツは、パブリック・エナミーのインストゥルメンタル曲「セキュリティ・オブ・ザ・ファースト・ワールド」におけるドラムパートを同意なしに使用した。このパートはジェームス・ブラウンの「ファンキー・ドラマー」のエンドドラムブレイクが元々の発祥であり、この部分は曲の基礎部分として使われた。マドンナのボーカルは主に話し声のようでほとんど歌わずまるで囁きのようだという点でこの曲は珍しいものであった。このボーカル・スタイルは彼女の次のアルバム『エロティカ』に引き継がれ、アルバムの中の数曲は本楽曲と同様のスタイルで歌われた。バックコーラスはマドンナとクラヴィッツが行った。チャベスは以前プリンスの1988年の曲「Eye No」に「スポークン・イントロ」を提供しており、1991年のデビューアルバムでのチャベスのボーカル・スタイルは「息もれ声のパッセージ」と呼ばれていた。

## チャート・パフォーマンス

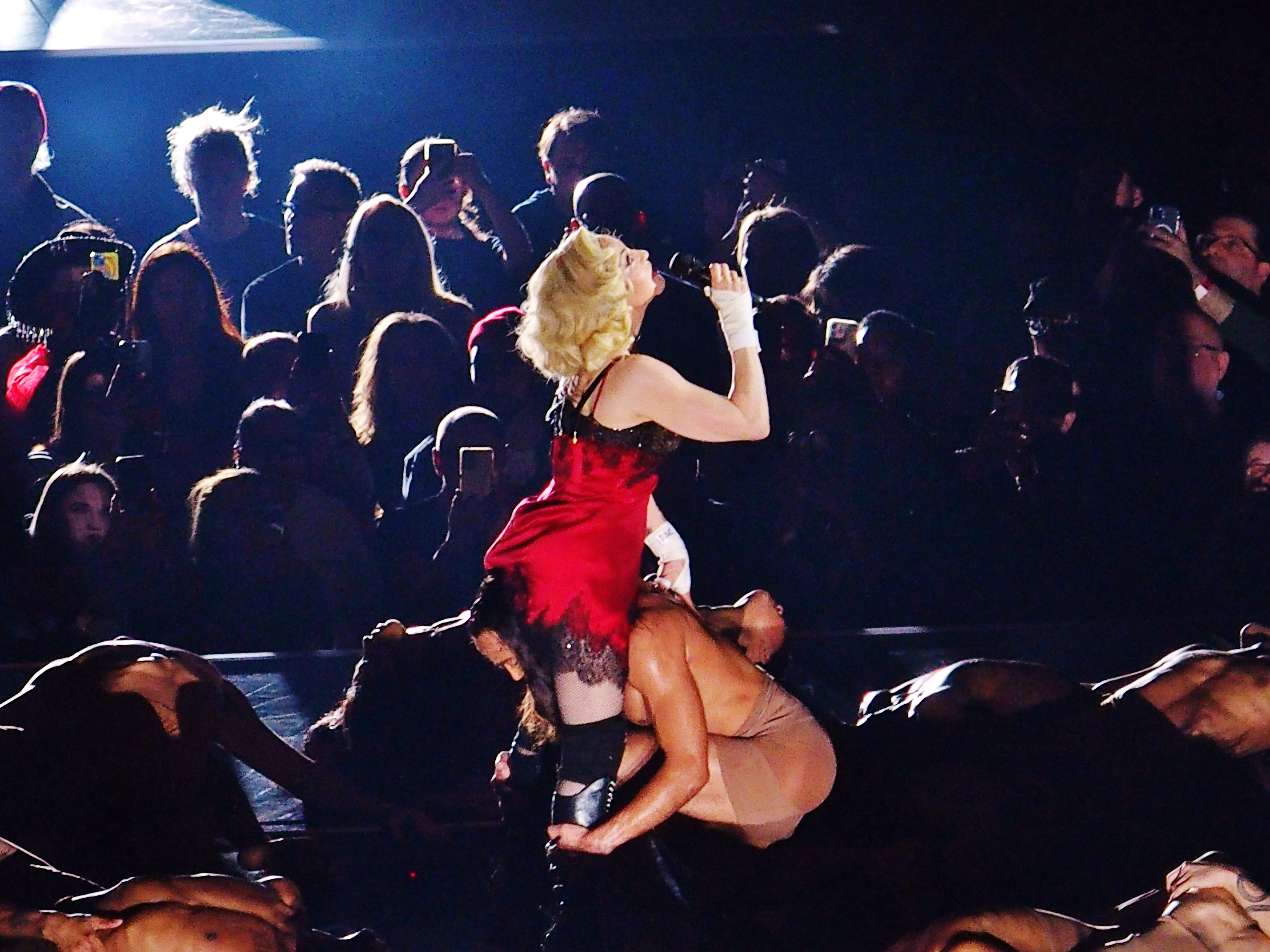
「The Celebration Tour」でこの曲を歌うマドンナ（2023年）

米国ではBillboard Hot 100の1990年11月17日付けの号に46位で初登場した。8週間後には1位となり、2週連続の1位を記録した。同じくビルボードのホット・ダンス・クラブ・ソング・チャートでも首位となり、ホットR＆B/ヒップホップソングのカテゴリーチャートでは42位に達した。1991年2月22日、この曲は100万枚以上の販売でアメリカレコード協会（RIAA）からプラチナ認定を受けた。2020年12月現在、「ジャスティファイ・マイ・ラヴ」は米国で500万枚を売り上げている。1991年の年間チャートでは21位にランクインした。曲はカナダでも成功し1991年2月2日の週にチャートの首位に立った。この曲は最終的に5万枚の出荷でMusic Canada （MC）からゴールド認定を受けた。オセアニアではこの曲はARIAチャートの14位で初登場し、最終的には4位が最高位だった。オーストラリアレコード産業協会（ARIA）からはゴールド認定を受けている。ニュージーランドではこの曲は22位でデビューし2週間連続の5位が最高位だった。
イギリスでは1990年12月2日に9位で初登場し、翌週に2位を獲得した。英国レコード産業協会（BPI）からシルバーの認定を受けている。2017年8月の時点でこの曲は英国で275,500枚を売り上げ、イギリスで発売されたマドンナのシングルの中で23番目に売れた曲である。この曲はヨーロッパの他の地域でも成功を収めた。オーストリアでは1991年1月13日の週に21位でデビューし、1か月以内に9位に達した。1990年12月17日、この曲はドイツで50位で初登場し、最終的に2週間後に最高位10位を記録した。この曲はスウェーデンでは16位で初登場し、最終的には1週間後の8位が最高位だった。スイスでは1991年1月13日に12位でデビューし、2週間後に3位を記録するなどより多くの成功を収めた。曲は1991年1月12日付けのヨーロッパ Hot100チャートでも3位になった。

## ミュージック・ビデオ

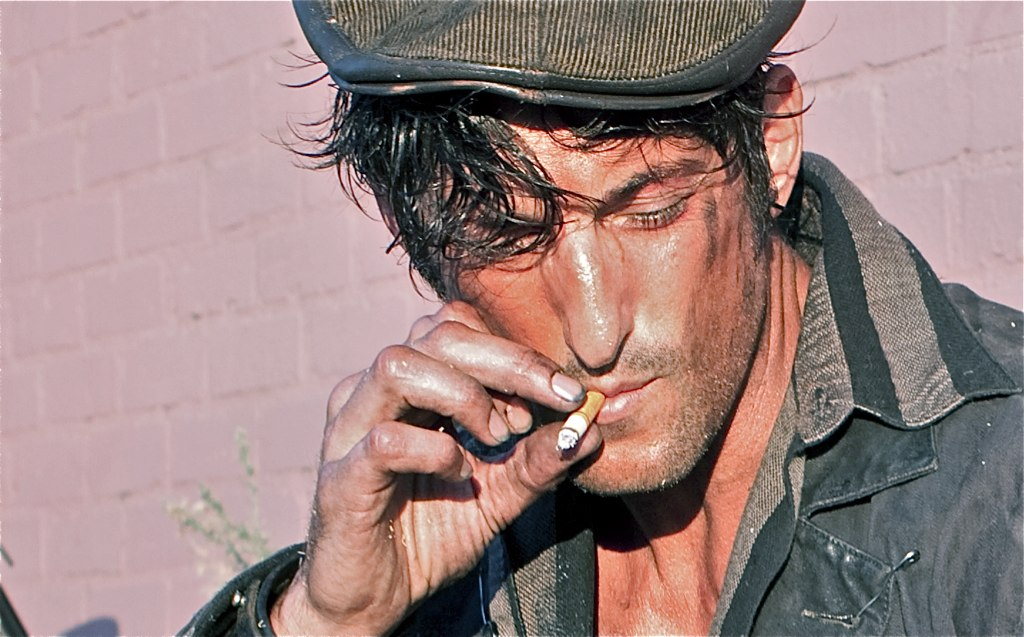
トニー・ウォード

### 背景
ミュージック・ビデオは1990年11月9日にパリで「オープン・ユア・ハート」のビデオでマドンナと一緒に仕事をした事があるジャン・バプティスト・モンディーノによって監督された。マドンナの当時のボーイフレンドでモデル、俳優のトニー・ウォードが相手役としてビデオに出演している。ビデオに登場したダンサーの一部は、彼女のBlond Ambition Tourのダンサーでもあった。ビデオは「La Baie des Anges」のジャンヌ・モローへのオマージュでもあった。2013年、マドンナは自身のお気に入りのミュージックビデオに本曲を挙げた。

### 内容
ビデオは1960年代のヨーロッパのアートフィルムのスタイルで粒子の粗い白黒で撮影された。シルエットでしか見られないキャラクターなど、影のあるフィルム・ノワールの要素もいくつかある。撮影は様々なライフスタイルのカップルに対応しているように見え、エレガントなホテルで行われた。マドンナ（または彼女が演じているキャラクター）は、廊下を自分の部屋に向かって歩いているが、様子は疲れて苦しんでいるように見える。そこで彼女はトニー・ウォードが演じる謎の男とロマンチックな流れになる。他の部屋への扉のいくつかは半開きで、 BDSMの衣装（革、PVCのTシャツ、ラテックス下着、コルセット）を着て性に貪欲なさまざまなカップルを垣間見ることが出来る。
次にマドンナは露出度の高いレースの下着とガーターベルトとストッキングを身に着けてベッドで転がり、そこをさまざまな人物が行き来する。モデルのウォリス・フランケンが演じるトップレスのドミナトリックス・タイプの女性（胸を部分的に覆っているサスペンダーを着用している）が現れ、彼女が縛られた男性の髪をつかんだ際にはサスペンダーから胸が露わになる（ビデオが放送禁止になった一因でもある）。彼女の衣装は物議を醸した映画『愛の嵐』でシャーロット・ランプリングが着用したアンサンブルを模している（映画とビデオの両方がサドマゾヒズムの要素を共有している）。両性具有のテーマはマドンナの恋人によく似た女性がペンシル型の口ひげを生やした紳士服で登場した際にも軽く仄めかされている。全体的なビデオのプレゼンテーションはシュールで、意図的にあいまいにされている。ビデオに登場する奇妙なキャラクター達は、マドンナの想像力から生まれた本物または単なる空想かもしれない。そして元気を取り戻したマドンナが笑いながらホテルの部屋から飛び出してビデオは終わる。

### 物議と放送禁止
ビデオはMTVから性的に露骨すぎると見なされ、ネットワークでの放送を禁止された。マドンナは禁止に対して、「なぜ人々は誰かが理由もなく吹き飛ばされる映画を観に行くのに、2人の女の子がキスをし2人の男性が寄り添うのは見たくないというのか？」と応じた。1990年12月3日、ABCの番組『ナイトライン』がビデオを放映し、フォレスト・ソイヤーがマドンナにビデオの性的コンテンツと検閲について生中継でインタビューした。彼女はMTVが検閲に関してダブル・スタンダードであると非難し、なぜ放送局がこのビデオを放映禁止したのにもかかわらず、女性への暴力と堕落を含むビデオは定期的なオンエアを続けることが出来るのか理解出来ないとも述べた。続けて彼女はビデオを取り巻く論争は意図して計画したものではなかったとし、MTVの放映拒否によりVHSでビデオシングルをリリースすることを決定したと述べた。
ビデオはカナダのMuch Musicでの定期的な放映も禁止されたが、論争とその後のMitsouによるビデオの放映禁止を受けてMuch Musicは物議を醸すミュージック・ビデオをあえて放映し、それと同時にビデオについての討論を行う新しいシリーズ「Too Much 4 Much」を立ち上げた。2002年にビデオはMTVで放映された中で最も物議を醸したビデオをランキングする特別番組の一環として、初めて完全版がMTV2で放映された。この番組は深夜に放送された。
多くの苦情が寄せられたものの、ビデオはオーストラリア放送協会の人気ミュージックビデオ番組『Rage』で制限なく放映された。これはABCが公共放送であるため分類ガイドラインに従う義務が無いからである。

### 発売
ビデオはマドンナにとって最初のVHSビデオシングルとしてリリースされた。アーティストが米国でこの形態のシングルをリリースしたのはこれが初めてだった（英国ではクイーンがこの4年前にビデオシングルとして「Who Wants To Live Forever」をリリースしている）。ビデオシングルの小売価格は9.98ドルだった。ビルボードによれレーベルの幹部と小売業者へのインタビューによれば、彼女がビデオシングルの値段が他と比べ例外であることには同意していると語った。のちにビデオシングルとして発売された「レイ・オブ・ライト」は、1998年に5.98ドルで販売されたが、当時通常のビデオシングルの価格は3.49ドルから3.98ドルが相場であった。VHSでのみリリースされた北米のパッケージはステッカーが貼られた真っ黒なスリップカバーで、まるで怪しげなビデオのようだった。
ヨーロッパでは通常のカバーで販売され、1990年のMTVミュージック・ビデオ・アワードでの「ヴォーグ」のパフォーマンスも追加収録された。英国ではビデオにBBFCから「18」の証明書が与えられ、その年齢に満たない人は合法的にビデオシングルを購入したり見たりすることはできなかった。ミュージック・ビデオは、2009年に『セレブレイション～マドンナ・オールタイム・ベストDVD』で初めてDVD化された。DVDに収録されたバージョンは女性のヌードを含むシーンが黒いバーなどで加工されている。オーストラリアではビデオは「M」と評価され、ニュージーランドではビデオはセックスシーンによって「R16」と評価された。

### 売上
ビデオはビルボードのトップ・ミュージック・ビデオチャートで2週間首位を記録し、チャートには39週登場した。カナダではRPMの長編ミュージックビデオチャートで首位になった初のビデオシングルにもなった。高値にもかかわらず、アメリカの音楽店は発売から数日以内にビデオの記録的な売上高を報告した。それに加えて伝記作家のニコール・クラロによると、ビデオは非常に早く売れたのでリリースから数日以内に店は追加の注文を行ったとしている。発売から2か月後、1991年2月にはビデオシングルは米国で40万以上の販売でマルチプラチナ認定を受けた初めての短編ミュージックビデオになった。4月にはこのビデオは50万の売り上げを達成し、平均的なビデオの販売数が50,000未満だったため、そのヒットはまさに異例であった。
発売後、VHSシングルは米国で約80万本から100万本を売り上げ、史上最も売れたビデオシングルとなった。カナダではビデオは最初の週に20,000本を、売り上げた。イタリアでは1991年3月の時点で7,000本を販売。日本ではビデオは14,000本以上の売り上げを記録した。オーストラリアではオーストラリアレコード産業協会（ARIA）によって7,500本の出荷でゴールド認定を受けた。

## 収録曲
日本盤 3"シングル
1. ジャスティファイ・マイ・ラヴ - 4:58
2. エクスプレス・ユアセルフ (1990) - 4:02

デジタル配信
1. ジャスティファイ・マイ・ラヴ (Qサウンド・ミックス) - 4:54
2. ジャスティファイ・マイ・ラヴ (オービット 12"ミックス) - 7:16
3. ジャスティファイ・マイ・ラヴ (ヒップ・ホップ・ミックス) - 6:30
4. エクスプレス・ユアセルフ (1990) - 9:30
5. ジャスティファイ・マイ・ラヴ (ビースト・ウィズイン・リミックス) - 6:10
6. ジャスティファイ・マイ・ラヴ (オービット・エディット) - 4:33

## チャート
| チャート (1990–1991年)                               | 最高位 |
| ---------------------------------------------------- | ------ |
| オーストラリア (ARIA)                                | 4      |
| オーストリア (Ö3 Austria Top 40)                     | 9      |
| ベルギー (Ultratop 50 Flanders)                      | 9      |
| カナダ シングル小売 (The Record)                     | 2      |
| カナダ コンテンポラリー・ヒット・ラジオ (The Record) | 1      |
| カナダ トップシングルス (RPM)                        | 1      |
| カナダ ダンス/アーバン (RPM)                         | 3      |
| チリ (IFPI)                                          | 1      |
| ヨーロッパ (European Hot 100 Singles)                | 3      |
| フィンランド (Suomen virallinen lista)               | 1      |
| フランス (SNEP)                                      | 17     |
| ドイツ (GfK Entertainment charts)                    | 10     |
| ギリシャ (IFPI)                                      | 4      |
| アイスランド (Íslenski Listinn Topp)                 | 6      |
| アイルランド (IRMA)                                  | 3      |
| イタリア (Musica e dischi)                           | 2      |
| オランダ (Dutch Top 40)                              | 4      |
| オランダ (Single Top 100)                            | 5      |
| ニュージーランド (Recorded Music NZ)                 | 5      |
| ノルウェー (VG-lista)                                | 3      |
| ポルトガル (AFP)                                     | 4      |
| スペイン (AFYVE)                                     | 3      |
| スウェーデン (Sverigetopplistan)                     | 8      |
| スイス (Schweizer Hitparade)                         | 3      |
| UK シングルス (OCC)                                  | 2      |
| US Billboard Hot 100                                 | 1      |
| US Dance Club Songs (Billboard)                      | 1      |
| US Dance Singles Sales (Billboard)                   | 1      |
| US Hot R&B/Hip-Hop Songs (Billboard)                 | 42     |
| US Top 100 (Cash Box)                                | 1      |
| US CHR & Pop (Radio & Records)                       | 1      |

| チャート (1991年)                         | 順位 |
| ----------------------------------------- | ---- |
| ベルギー (Ultratop 50 Flanders)           | 92   |
| カナダ (RPM)                              | 44   |
| カナダ ダンス/アーバン (RPM)              | 29   |
| ヨーロッパ (European Hot 100 Singles)     | 23   |
| ドイツ (Official German Charts)           | 66   |
| ノルウェー (VG-lista)                     | 17   |
| イギリス (OCC)                            | 43   |
| 米国 ビルボード Hot 100                   | 21   |
| 米国 ダンス・クラブ・ソングス (Billboard) | 9    |
| 米国 トップ・ビデオ・セールス (Billboard) | 20   |